# Marek Wagner
Marek Wagner (ur. 24 kwietnia 1946 w Warszawie) – polski polityk, dyplomata, poseł na Sejm III i IV kadencji, w latach 2001–2004 szef KPRM w rządzie Leszka Millera.

## Życiorys
Ukończył w 1971 studia na Wydziale Finansów i Statystyki Szkoły Głównej Planowania i Statystyki, po których rozpoczął pracę w Ministerstwie Spraw Zagranicznych. Pełnił początkowo funkcję kierownika wydziału ds. Niemiec, pracował tam do 1994. Wcześniej ukończył dodatkowo dyplomatyczne studia podyplomowe dla pracowników służby zagranicznej organizowane przy Polskim Instytucie Spraw Zagranicznych i w Akademii Nauk o Państwie i Prawie w Babelsbergu.
Do rozwiązania był członkiem Polskiej Zjednoczonej Partii Robotniczej. Zajmował stanowiska dyplomatyczne w ambasadach PRL w Oslo (1977–1981) oraz w Wiedniu (1986–1990). W 1994 objął funkcję dyrektora generalnego w Urzędzie Rady Ministrów. W 1995 sprawował funkcję sekretarza Komitetu Ekonomicznego Rady Ministrów. Po tzw. „reformie centrum” od marca 1997 pracował jako sekretarz stanu i zastępca szefa Kancelarii Prezesa Rady Ministrów, odpowiedzialny za koordynację polityki gospodarczej rządu.
W latach 1997–2005 był posłem na Sejm III i IV kadencji wybranym z listy Sojuszu Lewicy Demokratycznej w okręgu kaliskim. Od 19 października 2001 do 2 maja 2004 pełnił funkcję sekretarza stanu i szefa Kancelarii Prezesa Rady Ministrów w rządzie Leszka Millera. W 2005 nie kandydował w wyborach parlamentarnych.
Od 2009 zatrudniony w firmie ubezpieczeniowej.
W 2002 został odznaczony estońskim Orderem Krzyża Ziemi Maryjnej II klasy.